# Duje Strukan
Duje Strukan (Spalato, 16 novembre 1984) è un arbitro di calcio croato.

## Carriera
Ha esordito come arbitro internazionale il 28 giugno 2017.